# Сачок

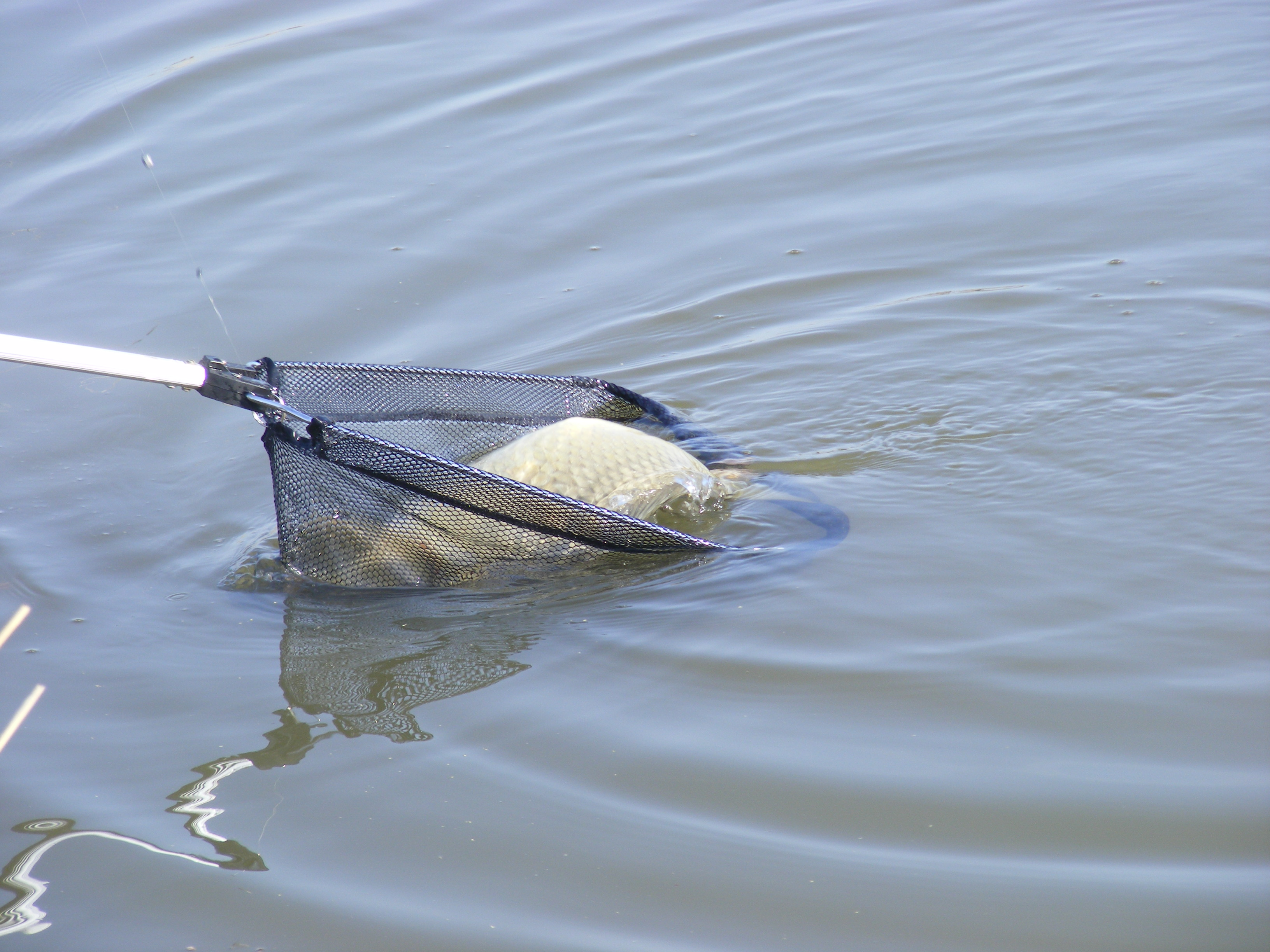
Коропа витягують за допомогою підсака

Сачóк — сітка для ловлі риби, комах тощо, що має форму конусоподібного мішка, натягнутого на обруч або чотирикутну раму і прикріпленого до довгого держална.

## Застосування

### Риболовля
Сачок служить для очищення ополонки від дрібного льоду на зимовій риболовлі; глибший і більшого розміру застосовується для виловлювання спійманої риби з неводів.

### Акваріумістика
Для вилучення мешканців з акваріума використовують маленький сачок, саковище якого зазвичай робиться цілком з товстого дроту.